# Telmatobius colanensis
Telmatobius colanensis es una especie de anfibio de la familia Telmatobiidae. Es endémica del Perú, donde se conoce únicamente en la región de Amazonas, específicamente en el Santuario Nacional Cordillera de Colán.

## Hábitat
Habita en riachuelos de alta montaña en bosques montanos húmedos tropicales y subtropicales. Se encuentra en altitudes entre 2,700 y 3,200 metros sobre el nivel del mar. Su supervivencia depende de la calidad del agua y la conservación del bosque nublado circundante.

## Conservación
Telmatobius colanensis está catalogada como especie en peligro de extinción por la Unión Internacional para la Conservación de la Naturaleza (UICN), principalmente debido a la pérdida de hábitat, la contaminación de fuentes hídricas, y posiblemente la quitridiomicosis. Su rango extremadamente limitado también la hace vulnerable a cambios ambientales locales.

## Distribución geográfica
Se encuentra en Perú.

## Estado de conservación
Se encuentra amenazada de extinción por la pérdida de su hábitat natural.